# Averești, Neamț
Averești este un sat în comuna Ion Creangă din județul Neamț, Moldova, România.